# Yasuji Miyazaki
Yasuji Miyazaki (Japón, 15 de octubre de 1916-30 de diciembre de 1989) fue un nadador japonés especializado en pruebas de estilo libre, donde consiguió ser campeón olímpico en 1932 en los 100 metros.

## Carrera deportiva
En los Juegos Olímpicos de Los Ángeles 1932 ganó la medalla de oro en los 100 metros libre con un tiempo de 58.2 segundos, por delante de su compatriota Tatsugo Kawaishi (palta con 58.6 segundos) y del estadounidense Albert Schwartz; y también oro en los relevos de 4x200 metros libre, por delante de Estados Unidos y Hungría (bronce).